# Industries Lassonde
Lassonde est une société agroalimentaire québécoise située à Rougemont en Montérégie et qui exerce ses activités en Amérique du Nord.

## Activités
Industries Lassonde développe, fabrique et commercialise une vaste gamme de jus et de boissons de fruits et de légumes prêts à boire. De plus elle développe, fabrique et commercialise des produits alimentaires tels que les bouillons et sauces à fondue, des soupes, des sauces à napper, du maïs sur épis en sachet, de la garniture à bruschetta, des tapenades et des pestos et sauces pour pâtes et pizza.
Finalement, l’entreprise conditionne et commercialise des vins importés de divers pays, du cidre de pomme et des boissons à base de vin.

## Histoire
1918 : Lancement des activités de la Société à Rougemont comme conserverie de légumes
1959 : Réorientation des activités vers la fabrication de jus de pomme
1970 : Élargissement des activités de la Société par la fabrication de boissons de fruits
1977 : Acquisition d’une partie de la Coopérative Montérégienne, un autre fabricant de jus de pomme de Rougemont, afin d'augmenter la capacité de production
1981 : Acquisition de la compagnie Produits Ronald de Saint-Damase, une entreprise spécialisée dans le conditionnement de maïs en épis
1982 : Formation du holding Industries Lassonde avec messieurs Pierre-Paul Lassonde, Président du Conseil, et Jean-Paul Barré, Président
1987 : Industries Lassonde inc. entre à la Bourse de Montréal et acquisition de Effex Marketing inc. de Montréal - société de courtage alimentaire
1991 : Acquisition de la division des jus et boissons d'Aliments Cobi inc. en Nouvelle-Écosse et dont le nom deviendra Les Jus Greatvalley inc.
1993: Acquisition de la compagnie Orange Maison inc. de Montréal, spécialisée dans la fabrication de jus et de boissons de fruits réfrigérés.
1996: Acquisition des actifs de Mar-Brite Foods Co-operative Inc. située à Ruthven dans le Sud-est de l'Ontario dont les activités de production sont concentrées dans le jus de pomme et de tomate. Cette compagnie portera dorénavant le nom de Les Jus Lassonde inc.
2001 : La filiale A. Lassonde inc. réalise une entente de licence pour l’Est du Canada avec Sunkist Growers inc, de Californie, pour la fabrication et la mise en marché des jus et boisson de fruits prêts à boire sous la marque Sunkist. 
Lassonde participe au développement de produits de Tetra Pak et devient la première entreprise Nord Américaine à utiliser le Tetra Prisma.  Lassonde obtient alors l’exclusivité de cette technologie pour le Québec.
2002 : A. Lassonde inc. fait l’acquisition de la compagnie Golden Town Apple Products Ltd., située à Thornbury en Ontario, spécialisée dans le secteur de la transformation de la pomme.
2004 : La filiale Produits Ronald inc. change de nom pour Spécialités Lassonde inc. 
A. Lassonde inc. achète Alfresh Beverages Canada Corp., spécialisée dans les jus de fruits dont les marques les plus connues sont : Everfresh, Sunlike, Fairlee, Tropical Grove et Rich n' Ready. L'entreprise porte le nom de Lassonde Beverages Canada et devient une division de A. Lassonde inc. La transaction s’effectue pour la somme de 16,33 millions $, en plus de la valeur des stocks,.
2006 : Industries Lassonde inc. crée Vins Arista inc., une nouvelle filiale spécialisée dans le conditionnement et la distribution de vins importés,.
2007 : A. Lassonde inc. achète les actifs reliés à la fabrication et à la commercialisation des jus et boissons de fruits prêt-à-boire de McCain Foods (Canada), une division de McCain Foods Limited. La transaction s’élève à 14 millions $.
Spécialités Lassonde inc. achète pour sa part les Produits alimentaires Mondiv inc. de Boisbriand au Québec pour 18,9 millions $. L’usine, vouée à la fabrication de produits de spécialités alimentaires à longue durée, est exploitée sous la dénomination sociale Mondiv,.
2009 : A. Lassonde inc. achète Apple Valley Juice Corporation située à Clarksburg en Ontario pour 1,35 million $. 
2011 : En juin 2011, Lassonde acquiert Clement Pappas and Company au prix de 390 millions $US. Lorsque la transaction sera conclue en août 2011, Lassonde détiendra 71 % des actions, la famille Lassonde, 10 %, et la famille Pappas, 19 %
2012 : Les ventes de la Société ont atteint 1 022,2 millions $ en 2012 et dépassent le milliard de dollars pour la première fois depuis sa création.
2014 : Le 4 juillet 2014, Industries Lassonde inc. fait l'acquisition du producteur de jus indépendant Apple & Eve de Port Washington, New York pour 150 millions $ US.
2018 : Acquisition de Old Orchard Brands situé à Sparta, Michigan.
2019 : Industries Lassonde devient actionnaire de Diamond Estates Wines & Spririts, le 3e plus important producteur de vins VQA en Ontario.
2024 : Lassonde achète Summer Garden, une entreprise américaine qui fabrique et commercialise des sauces et des condiments, dans une transaction évaluée à 320 millions canadiens.

## Marques
- Jus (A. Lassonde) :
  - Allen’s
  - Del Monte
  - Everfresh
  - Fairlee
  - Fruité
  - Fruit Drop
  - Graves
  - Hydra +
  - Nurti +
  - Oasis
  - Orange Maison
  - Rougemont
  - Sunlike
  - Tropical Grove

- Jus (Lassonde Pappas & Company) :
  - Apple & Eve
  - Bombay
  - Northland
  - Old Orchard
  - Ruby Kist

- Produits alimentaires (Spécialités Lassonde)
  - Antico
  - Bright’s
  - Canadian Club
  - Canton
  - Madeleine

- Vins et cidres (Vins Arista)
  - Aroma Mi Amore
  - Arte Nova
  - Au Quotidien
  - Dublin’s Pub
  - Faciès
  - Grandes réserves
  - MiSangrina
  - Ozie
  - Pomme de cœur
  - Red Plane
  - Réserve de Bortilly
  - The Little Traveler
  - The Shrink
  - Vivre dans la nuit

## Direction
Lassonde a été créé par Aristide Lassonde et Georgianna Darcy et est maintenant dirigée par Pierre-Paul Lassonde depuis 1973
Les membres du conseil d’administration de Lassonde sont :
- Pierre-Paul Lassonde : Président du conseil d'administration
- Nathalie Lassonde : Chef de la direction et vice-présidente du conseil d’administration
- Chantal Bélanger : Administratrice
- Denis Boudreault : Administrateur
- Pierre Lessard : Administrateur
- Paul Bouthillier : Administrateur
- Jocelyn Tremblay : Administrateur
- Michel Simard : Administrateur

La direction de l’entreprise est composée de : 
- Nathalie Lassonde : Chef de la direction et vice-présidente du conseil d’administration
- Jean Gattuso : Présent et chef de l’exploitation d’Industries Lassonde inc. et président et chef de la direction de A. Lassonde inc.
- Guy Blanchette : Vice-président et chef de la direction financière
- Eric Gemme : Vice-président principal, Industries Lassonde et Chef de la direction financière, Lassonde Pappas & Company
- Caroline Lemoine : Chef de la direction des affaires juridiques et secrétaire
- Mathieu Simard : Chef de la direction ressources humaines

## Filiales
Industries Lassonde Inc. dispose de 4 filiales.
Répartition des opérations par filiale en Amérique du Nord
- A. Lassonde : 6 usines
- Lassonde Pappas & Company Inc : 6 usines
- Spécialités Lassonde : 2 usines
- Vins Arista : 1 usine

## Commandites
Lassonde est commanditaire pour plusieurs associations / événements : 
- Marathon OASIS Rock’n Roll de Montréal via sa marque Oasis[28]
- La fondation Tel-jeunes : service d’intervention gratuit offrant du soutien pour les jeunes de 5 à 20 ans par téléphone, internet et messages-textes[29]